# Peter-Alexander von der Marwitz
Peter-Alexander von der Marwitz (* 26. Dezember 1955 in Bielefeld) ist ein deutscher Politiker (PDS, Partei Rechtsstaatlicher Offensive, Zentrum).

## Leben
Peter-Alexander Marwitz wurde 1955 als ältester Sohn von Georg-Hildebrand und Gisela von der Marwitz geboren. Er hat einen Bruder und zwei Halbgeschwister. Nach einer Lehre als Speditionskaufmann machte er sich im Jahr 1974 selbstständig und arbeitete als Unternehmensberater.
Marwitz hat vier Kinder, davon drei aus erster Ehe (1979–1995). Eine zweite Ehe führte er von 1999 bis 2001.

## Politische Laufbahn
Von 1996 bis 1998 war er in der Funktion eines wissenschaftlichen Mitarbeiters des Parlamentarischen Untersuchungsausschuss III (PUA III) für die PDS-Fraktion im Landtag Mecklenburg-Vorpommern tätig. Vor der Bundestagswahl 1998 bewarb sich von der Marwitz erfolglos um einen Listenplatz der PDS in Hamburg.
Ab Mai 2005 war er Mitglied der Partei Rechtsstaatlicher Offensive. Im Juni 2005 wurde er Vorsitzender des Landesverbandes Hamburg und im Dezember 2006 wurde er nach dem Rücktritt von Markus Wagner amtierender Bundesvorsitzender. Er führte die Partei bis zum vorgezogenen Parteitag am 31. März 2007. Dort trat der gesamte Bundesvorstand zurück.
Am 1. April 2007 trat er der Deutschen Zentrumspartei in Hamburg bei. Auf dem Nominierungsparteitag am 21. April 2007 für die Landesliste zur Bürgerschaftswahl 2008 wurde er auf Listenplatz 6 gewählt. Die Zentrumspartei erhielt 646 Stimmen bzw. 0,08 % Stimmanteil.